# Снежный человек (фильм, 1957)
«Снежный человек» (англ. The Abominable Snowman, буквальный перевод «Мерзкий снежный человек»; в американском прокате шёл под названием англ. The Abominable Snowman of the Himalayas) — британский фантастический фильм ужасов 1957 года, снятый режиссёром Вэлом Гестом по сценарию Найджела Нила, основанном на его же телевизионной постановке «Существо», поставленной на телеканале BBC. Сюжет фильма, снятого компанией Hammer Film, рассказывает о приключениях британского учёного доктора Джона Ролласона, в исполнении Питера Кушинга, который присоединяется к американской экспедиции, возглавляемой искателем славы Томом Френдом, в исполнении Форреста Такера, чтобы найти в Гималаях легендарного йети. Морин Коннелл, Ричард Уоттис и Арнольд Марле играют роли второго плана.

## Сюжет
Доктор Джон Ролласон, его жена Хелен и ассистент Питер Фокс — гости ламы монастыря Ронг-бук, куда они попали во время ботанической экспедиции в Гималаи. Вторая группа под руководством Тома Френда в сопровождении траппера Эда Шелли, фотографа Эндрю Макни и проводника-шерпы Кусанга прибывает в монастырь в поисках легендарного йети или  — снежного человека. Ролласон, несмотря на возражения своей жены и ламы, решает присоединиться к экспедиции Френда. В то время как Ролласон руководствуется научным любопытством,  Френд стремится к славе и богатству, желая поймать живого йети и представить его мировой прессе.
Экспедиция поднимается высоко в горы и находит гигантские следы на снегу — доказательство существования йети. В то время как напряжённость между Ролласоном и Френдом нарастает, Макни получает ранение, попав в капкан, установленный Шелли для поимки йети.
Когда Кусанг видит йети вблизи, он кричит: «Видел то, что человек не должен видеть...» и убегает с горы обратно в монастырь, откуда Хелен и Фокс решают организовать спасательную операцию. Макни психологически чувствителен к присутствию йети, что в конце концов приводит к тому, что Шелли стреляет в йети и убивает его. На следующий день Макни, услышав телепатические призывы от йети, выходит из палатки и как будто под гипнозом подходит к самому краю и падает со скалы.
Френд придумывает план, как поймать живого йети в ловушку, прикрепив стальную сеть к потолку пещеры, а Шелли в качестве приманки будет ждать, когда ловушка сработает. Френд дал ему винтовку, но Шелли не знает, что она заряжена холостыми патронами. Появляется йети, чтобы забрать тело своего погибшего сородича, и когда он запутывается в сети, Шелли пытается выстрелить из винтовки, но умирает от ужаса.
В конце концов Френд решает покончить с потерями и уйти с телом мёртвого йети. Однако снежный человек телепатически закладывает мысли в сознание Ролласона, а затем заставляет Френда услышать голос мёртвого Шелли, зовущего на помощь. Френд бросается наружу, стреляет из ружья и погибает в вызванной лавине.
Ролласон укрывается в пещере и с изумлением наблюдает, как два йети приходят, чтобы забрать тело своего погибшего сородича. Он понимает, что йети — разумный вид, который ждёт своего часа, чтобы забрать Землю себе после того, как человечество само себя уничтожит. Спасательная группа находит Ролласона возле полупустой хижины, куда его, на самом деле, привели йети. В монастыре Ролласон заявляет ламе: «То, что я искал, не существует».

## В ролях
| Актёр         | Роль                            |
| ------------- | ------------------------------- |
| Питер Кушинг  | доктор Джон Ролласон            |
| Форрест Такер | Том Френд                       |
| Морин Коннелл | Хелен Ролласон                  |
| Ричард Уоттис | Питер Фокс                      |
| Роберт Браун  | Эд Шелли                        |
| Майкл Брилл   | Эндрю Макни                     |
| Вульф Моррис  | Кусанг                          |
| Арнольд Марле | лама                            |
| Энтони Чинн   | Майор Домо                      |
| Джек Истон    | йети (в титрах не указан)       |
| Фред Джонсон  | йети (в титрах не указан)       |
| Джо Пауэлл    | йети (в титрах не указан)       |
| Джон Рэй      | глаза йети (в титрах не указан) |

## Производство

### Разработка
Сценарист Найджел Нил и телевизионный режиссёр и продюсер Рудольф Картье сотрудничали при работе над несколькими драмами для BBC, включая «Эксперимент Куотермасса» (1953) и «Девятнадцать восемьдесят четыре» (1954), экранизацией романа Джорджа Оруэлла. Следующей постановкой была «Существо» (англ. The Creature), пьеса написанная Нилом о поисках йети в Гималаях. Нил хотел написать историю о йети, которая бы затрагивала моральные аспекты и «не превращала его в монстра, а давала бы понять, что в действительности он лучше нас». На Нила повлияли многочисленные сообщения о йети, которые появлялись в новостях в то время, включая обнаружение следов исследователем Эриком Шиптоном в 1951 году, а также Эдмундом Хиллари и Тенцингом Норгеем во время первого полного восхождения на Эверест в 1953 году. В частности, на него повлияла неудачная экспедиция 1954 года по поиску йети, спонсируемая газетой Daily Mail. В спектакле снялись Стэнли Бейкер в роли Тома Френда, Питер Кушинг в роли Джона Ролласона, Арнольд Марле в роли ламы, Эрик Польман в роли траппера Пьера Броссе, Саймон Лэк в роли фотографа Эндрю Макфи и Вульф Моррис в роли Нимы Кусанга. Постановка транслировалась в прямом эфире из студии Lime Grove в воскресенье, 30 января 1955 года, а повторное выступление прошло в прямом эфире в следующую среду, 2 февраля. Трансляция не записывалась, и единственная сохранившаяся запись — это серия телеснимков, сделанных фотографом Джоном Кура.
Постановка получила смешанные отзывы: критик газеты The Times счёл её нереалистичной и скучной. Аналогично, Филип Хоуп-Уоллес из The Listener нашёл её «стандартом мальчишеской фантастики с разговорной манерой изложения, диалог звучит также сухо, как снег в эпизодах фильма». В более позитивном ключе выразился Питер Блэк из Daily Mail назвав пьесу «захватывающей, приключенческой историей на открытом воздухе», а Клиффорд Дэвис из Daily Mirror описал её как «захватывающий материал и, по мнению зрителей, полный ужаса». Пьеса была спародирована в юмористической радиопередаче The Goon Show в эпизоде «Yehti», который транслировался 8 марта 1955 года. На то время снежный человек практически не появлялся на экранах, были лишь «Снежное существо» (1954), японский фильм «Чудовищный снежный человек» (1955) и «Человек-зверь» (1956 — набор из разрозненных сцен, снятых в Мексике и соединённых со сценами, снятыми в Америке и стоковыми кадрами.
Это было удачное время для компании Hammer Film, она приобрела права на адаптацию постановки «Существа» 2 ноября 1956 года. Студия добилась успеха со своим «Экспериментом Куотермасса» (1955), который являлся адаптацией первого сериала о Куотермассе, и позже подтвердит успех продолжением «Куотермасс 2» (1957), который тоже был адаптацией телевизионного сиквела сериала. Вэл Гест, режиссёр двух фильмов о Куотермассе, был назначен режиссёром фильма о снежном человеке; это было его третий и последний проект с Найджелом Нилом.

### Сценарий
Найджел Нил написал сценарий, который является практически точной адаптацией его оригинального телевизионного сценария; продолжительность обоих сценариев составляет около 90 минут. Первоначально сценарий был назван «Снежное существо» (англ. The Snow Creature), но позже выяснилось, что существует одноимённый фильм 1954 года. По словам Нила, Hammer хотели, чтобы в названии было другое слово, вместо «Существо», что должно было сыграть на двусмысленности относительно того, кто был настоящим монстром в произведении — йети или люди преследовавшие его, и они остановились на названии «Снежный человек» (англ. The Abominable Snowman). В сценарии были добавлены два персонажа: жена Ролласона Хелен и его помощник Питер Фокс. Добавление персонажа Хелен, названного в честь жены Кушинга, было вызвано желанием Кушинга сделать персонаж Ролласона более глубоким, предоставив женскую точку зрения на его одержимость йети. Нил смог изменить концовку истории, используя персонажей миссис Ролласон и Питера Фокса для развития подсюжета, в котором они организуют спасательную экспедицию. Персонажи Пьера Броссе и Эндрю Макфи переименованы в Эда Шелли и Эндрю Макни, соответственно; эти имена использовались Нилом в ранних черновиках «Существа». Хотя Нил является единственным сценаристом, Гест переписал сценарий до начала съёмок, удалив из него множество диалогов, которые он считал ненужными. Гест говорил: «Вы не можете произносить длинные речи с людьми на экране, если только это не заключительный аргумент в судебном процессе или что-то в этом роде».

### Кастинг
Американский продюсер Роберт Л. Липперт был сопродюсером многих фильмов компании Hammer в начале 1950-х годов, включая «Снежного человека». В рамках этих сделок Липперт предоставлял американскую звезду в обмен на права на распространение фильмов Hammer в США. Для работы над фильмом «Снежный человек» Липперт обратился к Форресту Такеру, который ранее снимался у Hammer в фильме «Разомкнутый круг» (1954), также поставленном Вэлом Гестом. Найджел Нил считал, что Такер сыграл свою роль наравне со Стэнли Бейкером, который играл эту роль в фильме «Существо», говоря: «Бейкер сыграл его как утончённого, подлого человека, а Форрест Такер — как более экстравертного хулигана, но они оба хорошо сыграли, и я не нашёл ничего особенного, чтобы их выделить. Такер, я думаю, был недооценённым и очень хорошим актёром». По словам гримёра Фила Лики, Вэл Гест был разочарован выбором Такера; он вспоминал: «Форрест Такер, возможно, был очень хорош в некоторых вещах, но, по мнению многих людей, актёрская игра не была одной из них, и я думаю, что он скорее испортил картину». Фильм «Снежный человек» был первым из трёх фильмов ужасов, в которых снялся Такер в Великобритании примерно в это время; двумя другими были «Странный мир планеты Икс» (1958) и «Ужас Тролленберга» (1958).
Кушинг повторил роль Джона Ролласона, которую он играл в фильме «Существо». На этом этапе своей карьеры он был наиболее известен как актёр телевидения, снявшись в постановках «Гордость и предубеждение» (1952) и в постановке «Девятнадцать восемьдесят четыре» (1954). «Снежный человек» был его второй картиной для Hammer; первой была «Проклятие Франкенштейна» (1957), фильм, который принёс ему мировую славу и стал началом его долгого сотрудничества со студией Hammer. Как и Кушинг, Арнольд Марле и Вульф Моррис повторили свои роли ламы и Кусанга из фильма «Существо».

### Съёмки
«Снежный человек» был единственным фильмом, снятым для Hammer, продюсером которого выступил Обри Баринг, который был членом семьи банкиров Barings Bank. Частично съёмки финансировались за счёт кредита Национальной корпорации финансирования кино. Над фильмом работало сразу две съёмочные группы. Сначала первая группа начала десятидневные съёмки в Ла Монжи во французских Пиренеях с 14 по 24 января 1957 года. Второй съёмочной группой руководили Гест и Баринг, в неё же входили кинооператор Артур Грант, оператор Лен Харрис и специалист по фокусировке Гарри Оукс. Съёмки проходили на высоте 8000 футов, группа занималась общими планами экспедиции и пейзажными видами. Правила местного профсоюза требовали, чтобы их сопровождала французская команда. Никто из главных исполнителей не был задействован в этих съёмках, а для актёров были использованы дублёры. Спустя годы Вэл Гест вспоминал: «Я отправился во французские Пиренеи, и мы много снимали с дублёрами. Это было очень забавно, потому что в последующие годы Форрест Такер рассказывал прессе о захватывающих опасностях, через которые он прошёл на съёмках фильма в Пиренеях. Он сочинил все эти истории, но его там никогда не было!». Большая часть съёмок проходила в окрестностях обсерватории на вершине Миди-де-Бигор, куда можно добраться по канатной дороге из Ла Монжи. Хотя для некоторых панорамных сцен гор использовался вертолёт, многие из них были сняты с канатной дороги, поднимающейся в гору. Зная условия, в которых им предстояло работать, Харрис использовал камеру с часовым механизмом Newman-Sinclair, в то время как французская команда использовала обычную камеру Mitchell BFC, которая много раз выходила из строя из-за холода. Харрис в 1993 году в интервью вспоминал о работе с Гестом, говоря, что тот всегда «был очень хорошо подготовлен. Вы могли в любой момент спросить его о чём угодно — он держал в голове весь фильм». Гест всегда знал какая одежда будет на персонаже в той или иной сцене, он всегда сам делал полные раскадровки фильма, в те времена этим занимались далеко не все режиссёры.
Фильм был снят в анаморфированном широкоэкранном формате Regalscope, который студия Hammer называла Hammerscope. Вэл Гест нашёл этот формат неудовлетворительным для работы, при работе с ним было трудно подобраться к актёрам и требовалось тщательное кадрирование сцен. Это был первый фильм, над которым Артур Грант работал для Hammer в качестве оператора, и его репутация быстрого и дешёвого оператора позволила ему вскоре заменить Джека Ашера в качестве постоянного оператора Hammer. Как и в случае с фильмами о Куотермассе, Гест попытался придать фильму «почти документальный вид, как будто кто-то отправляется в экспедицию с камерой для Panorama или чего-то подобного». Для этого он активно использовал ручную камеру и перекрывающиеся диалоги.
Основные съёмки первой группы с главными актёрами проходили с 28 января по 5 марта 1957 года на студиях Bray и Pinewood. Декорации для монастыря были построены на студии Bray художником-постановщиком Бернардом Робинсоном, которому помогал арт-директор Тед Маршалл по чертежам Дона Мингайе, для создания которых он детально изучал различные книги в библиотеках. Найджел Нил был особенно впечатлён декорациями монастыря, чувствуя, что они были полноценным участником истории, а не только обычным фоном. Позже эти декорации были повторно использованы для серии фильмов о Фу Манчу, снятых в 1960-х годах, с Кристофером Ли в главной роли. Члены буддийского храма в Гилфорде оказали помощь в постановке пения монахов. Большинство статистов были официантами из китайских ресторанов в Лондоне. На Bray снимались интерьерные сцены, а также экстерьер тибетского монастыря. В съёмках также использовалось пространство студии New Elstree Studios. В самом начале съёмок стало ясно, что на студии Bray недостаточно места для декораций, изображающих снежные пейзажи Гималаев, поэтому съёмки были перенесены в Pinewood. На Pinewood съёмки уже начались 18 февраля. Каждый элемент декорации был построен на передвижной трибуне, что позволило изменять контуры декорации, чтобы показать множество различных панорамных задников. Декорации были оформлены искусственным снегом из полистирола и соли. Основные съёмки фильма были завершены к 5 марта. Сопоставление отснятого в Пиренеях материала со сценами, снятыми в студии Pinewood, стало серьёзной проблемой для Геста и его монтажёра Билла Ленни. Гесту привезли монтажную машину Moviola, чтобы он мог сразу просматривать отснятый материал, и синхронизировать его со сценами, снимаемыми в Pinewood.

Глаза йети в одной из последних сцен фильма.

По мнению Вэла Геста, йети должен быть в основном за кадром, за исключением нескольких моментов, когда в сцене мельком показывают кисти рук монстров, всё остальное зритель должен был додумать сам. Гест вспоминал: «Они [Hammer] сначала хотели показать монстров, но в конце концов согласились... Так гораздо лучше — позволить зрителям думать, а не показывать». Глава студии Тони Хиндс согласился, что будет гораздо страшнее, если заставить зрителей самих представлять полный образ йети. Найджел Нил, напротив, считал, что существа должны быть показаны целиком, чтобы донести до зрителей идею сценария о том, что йети — безобидные, нежные существа. Но в итоге согласился: «Я знал, что мне нет смысла рассчитывать на прекрасные спецэффекты, потому что их не будет. Но всё зависело не от этого. Всё зависело от убедительности». Гримёром и автором образа йети для фильма выступил постоянный гримёр Hammer Филип Лики. В кульминационной сцене, где Ролласон сталкивается лицом к лицу с йети, видны только глаза существа: Гест использовал Джона Рэя для роли йети в этой сцене, полагаясь на его «глаза мирского понимания», чтобы передать доброжелательный характер йети.

### Музыка
За музыкальное сопровождение отвечал Хамфри Сирл, это была его единственная партитура для Hammer. На музыку сильно повлияла музыкальная тема другого фильма, посвящённого исследованиям: «Скотт Антарктический» (1948), написанная Ральфом Воан-Уильямсом.

## Релиз

### Маркетинг
13 декабря 1956 года журнал Kinematograph Weekly сообщил, что «Существо» станет первой постановкой Hammer в новом году. Имидж компании, специализирующейся на фильмах ужасов, ещё не был сформирован — «Проклятие Франкенштейна» всё ещё находилось на стадии пост-продакшна. 9 мая 1957 года директор по рекламе Дуглас Рэйлтон заявил Kinematograph Weekly, что технология «Horrorscope» будет «делать судьбы, а не рассказывать о них». Практически через месяц, когда фильм находился на стадии пост-продакшна, 1 июня в результате несчастного случая на велосипеде, умер основатель компании Уильям Хайндс. Будучи всю жизнь любителем физической культуры, в 1953 году, в возрасте 66 лет, он всё ещё занимался велоспортом.

### Широкий прокат
После показа фильма на Studio One 7 августа 1957 года, фильм «Снежный человек» не имел успеха, сравнимого с фильмами о Куотермассе. После этого картину решили выпустить в широкий прокат 26 августа 1957 года в качестве сдвоенного показа с фильмом «Неукротимая молодёжь» (1957) с Мейми Ван Дорен в главной роли. В Соединённых Штатах фильм был выпущен под названием «Снежный человек из Гималаев» (англ. The Abominable Snowman of the Himalayas) и был сокращён на 6 минут.
Выход фильма был несколько омрачён большим успехом фильма Hammer «Проклятие Франкенштейна», вышедшего в том же году. Из-за этого «Снежный человек» потерпел относительный финансовый провал, что Вэл Гест приписывал интеллектуальности сценария, говоря: «Он был слишком утончённым, и я также думаю, что он слишком много хотел сказать. Никто не ожидал от Hammer фильмов, которые бы говорили о чём-либо, но этот фильм говорил... зрители не хотели такого от Hammer». Это был последний фильм, снятый Hammer в сотрудничестве с Робертом Л. Липпертом; после успеха «Проклятия Франкенштейна» Hammer теперь могла напрямую работать с крупными американскими дистрибьюторами.

### Выход на домашних носителях
Фильм несколько раз издавался на DVD компаниями Anchor Bay, DD Home Entertainment. Помимо самостоятельных релизов, в 2005 году фильм выходил в составе 3-х дискового DVD издания Superstars of Horror: Volume 1: Peter Cushing от Umbrella Entertainment.

## Критика
Критическая оценка фильма за годы, прошедшие после его выхода, в целом позволяет считать его одним из самых слабых фильмов в каноне Hammer и Найджела Нила. Критик Билл Уоррен считает его «умным, но заурядным приключенческим триллером, в котором йети не более чем фоновая фигура... немного слишком задумчивым и, следовательно, не захватывающим». Примерно аналогично считает и автор Джон Бакстер говоря, что «воссоздавая пик в Гималаях, декоратор имел больше контроля над фильмом, чем режиссёр», но при том, он отмечает, что «сюжет затягивает». Однако Бакстер признал, что фильм оказывает «определённое жуткое влияние». Это мнение разделяют историки Hammer Маркус Хирн и Алан Барнс: «Фильм передаёт напряжённую, параноидальную атмосферу; снятый в основном на широких открытых пространствах, он удивительно клаустрофобен по своим масштабам». То же самое отмечает и историк кино Денис Мейкл, говоря, что режиссёру «удалось передать призрачную изоляцию и жуткую потусторонность ночной горы». Биограф Найджела Нила, Энди Мюррей, считает фильм «жутким и эффектным», а также предполагает, что сцены, в которых члены экспедиции взывают к своим потерявшимся коллегам через пустошь, повлияли на аналогичные сцены в фильме «Ведьма из Блэр: Курсовая с того света» (1999).
Кинокритик Дайлис Пауэлл в The Sunday Times отметила необычно представленный образ монстра в фильме ужасов: «В кои-то веки интересное чудовище не взрывают, не поджаривают и не убивают током». В газете The Evening Standard написали: «Это один из лучших британских научно-фантастических триллеров». Издание Variety написало, что «Форрест Такер и Питер Кушинг наполняют свои роли содержанием».
Автор Дэвид Коулмэн говорит, что данный фильм возвышается над всеми последующими снятыми фильмами о снежном человеке, из-за того что он сочетает в себе «умный сценарий», «профессиональный актёрский состав», «напряжённую режиссуру» и выразительную операторскую работу Артура Гранта. Коулмэн называет данный фильм «одним из величайших фильмов о йети всех времён», положительно отмечая решение автора не показывать йети на протяжении большей части фильма. Нил и Гест разумно сосредоточились в фильме не на спецэффектах, которые могли позволили увеличить бюджет, а на создании леденящей атмосферы и предчувствия ужаса. Грим Филипа Лики по словам Коулмэна «является шедевром жанра» и остаётся непревзойдённым ещё десятки лет, пока Рик Бейкер не получит «Оскар» за создание снежного человека для фильма «Гарри и Хендерсоны» (1987).

### Видео
- Guest, Val; Kneale, Nigel (2003). The Abominable Snowman (Аудиокомментарии на DVD).